# Gollenhof (Weiler zum Stein)

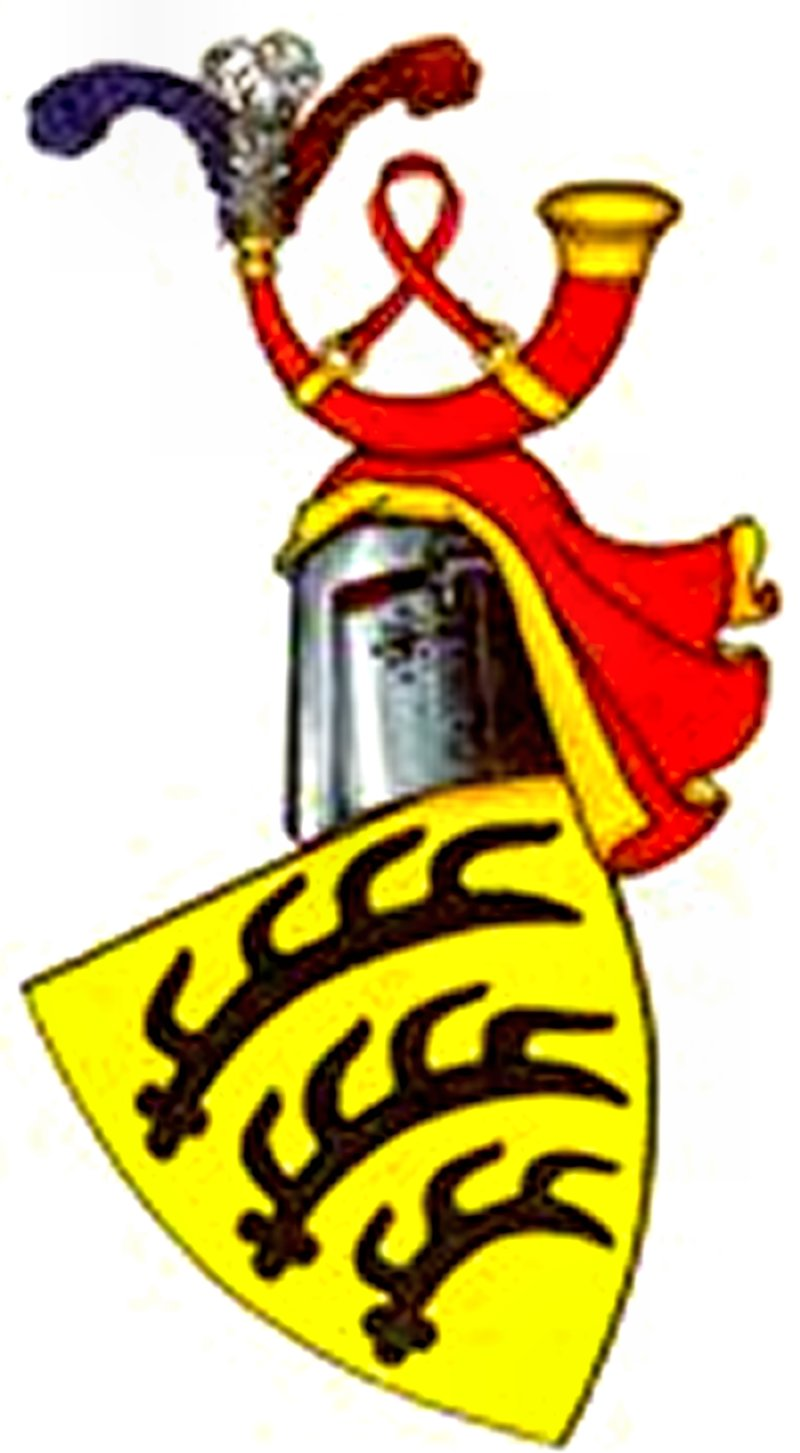
Haus Württemberg

Der Gollenhof (früher auch Imsenweiler genannt) ist ein zur Gemeinde Leutenbach gehörender Weiler und ehemaliger Adelssitz im baden-württembergischen Rems-Murr-Kreis. Der Wohnplatz ist mit dem Ortsteil Weiler zum Stein baulich zusammengewachsen. 

## Architektur
In der Beschreibung des Oberamts Marbach wird erwähnt, dass der Gollenhof früher von einer Mauer mit mehreren Toren umgeben war. Es wird auch ein altes steinernes Haus (Schlössle oder Schlösschen genannt) erwähnt, welches im 19. Jahrhundert in ein Ökonomiegebäude umgewandelt wurde. Dieses diente im 17. Jahrhundert der Prinzessin Anna Johanna von Württemberg (* 13. März 1619; † 5. März 1679) als Residenz (Doppelhaus Gollenhof 5 u. 7). Es weisen noch mehrere der alten Gebäude (Gollenhof 5, 7, 9 und 10) des Weilers bauliche Bezüge zueinander auf, die auf einen abgegangenen Mauerring hindeuten. Im Inneren des Hauses Nr. 10 fand man noch eine Inschrift mit der Jahreszahl 1584. 

## Geschichte
Ein Ortsadelsgeschlecht ist in Weiler zum Stein nicht eindeutig nachweisbar. Im Codex Hirsaugiensis wird ein Otto von Weiler (Otto de Wyler) erwähnt. Allerdings gab es mehrere Adelsgeschlechter mit dem Namen von Weiler, die nachweislich nichts mit Imsenweiler oder Weiler zum Stein zu tun hatten. Imsenweiler war seit dem späten Mittelalter ein württembergisches Erblehen und wurde an Adlige und ehrbare Geschlechter vergeben. Im 16. Jahrhundert kam der befestigte Hof an die Familie Göll (oder Goll), die hier eine Schäferei betrieb. In der Folgezeit wurde Imsenweiler auch Schaafhof oder Gollenhof genannt. Zur Mitte des 17. Jahrhunderts (18. Mai 1649) erhielt die Schwester von Herzog Eberhard III., Prinzessin Anna Johanna von Württemberg, den halben Hof mit Einkünften, Rechten und Gütern als Residenz zugewiesen. Unter Anna Johanna kam es zu einigen baulichen Veränderungen. Es ist ein Schriftstück von Herzog Wilhelm Ludwig erhalten, mit dem er seinen Dienern befiehlt, seiner Tante Anna Johanna zwölf Stämme Bauholz zuzuteilen. Die tief religiöse und unverheiratete Prinzessin bewohnte den Hof bis zu ihrem Tode im Jahre 1679. Das benachbarte Gut Steinächle war im Besitz ihrer ebenfalls frommen und unverheirateten Schwester Antonia (* 24. März 1613; † 1. Oktober 1679). Beide Güter fielen nach dem Ableben der Prinzessinnen wieder an die herzogliche Rentkammer.
Am 30. November 1683 verkaufte Herzog Friedrich Carl den Gollenhof an Georg Grün, einen gebürtigen Heilbronner, für 3500 Gulden.